# 彭三元
彭三元（？—1855年），字春浦，湖南善化县人。清朝军事将领。
道光二十七年（1847年）丁未科三甲武进士。以卫守备用，借补千总。咸丰二年（1852年），太平军进入湖南，联合天地会，攻打东安，彭三元偕署守备周禄两次迎剿。三年，论省城防堵之功，用守备。侍郎曾国藩檄宝庆知府魁联募勇千名，分属彭三元五百人。不久，在茶陵、安仁平定江西泰和土匪。咸丰四年（1854年），随副将塔齐布克复湘潭。此后转战湖南湖北，累功升游击、参将。
咸丰五年（1855年）二月，武昌再次陷落。八月，塔齐布病殁，彭三元回援武昌。九月，收复通城，进师崇阳，得记名以总兵用。不久败于石达开部，殁於战阵。赠副将衔，附祀塔齐布专祠，谥勤勇。《清史稿·忠义》有传。